# TTV Hövelhof
Der TTV Hövelhof ist ein Tischtennisverein aus Hövelhof im Kreis Paderborn. Die Frauenmannschaft spielte zwei Jahre lang in der Bundesliga.

## Geschichte
Der Verein hat seine Wurzeln im Hövelhofer SV und bildete jahrelang dessen Tischtennisabteilung. Später spaltete sich die Abteilung unter dem Namen TTV Hövelhof vom Mutterverein ab. Das genaue Datum ist nicht bekannt. Nach vielen Jahren in der Verbands- bzw. Oberliga gelang im Jahre 2005 der Aufstieg in die Regionalliga West. Drei Jahre später begann der Unternehmer Klaus Hedenkamp, sich finanziell beim TTV zu engagieren. Prompt schaffte die Mannschaft den Aufstieg in die 2. Bundesliga. Nach Vizemeisterschaften in den Jahren 2009 hinter dem TTK Anröchte sowie 2012 hinter dem TuS Uentrop wurden die Hövelhoferinnen in der Saison 2012/13 Meister. Allerdings verzichtete der Verein auf den Aufstieg. 
Zwei Jahre später wurde der TTV Hövelhof dann ohne Punktverlust Meister und stieg dieses Mal in die Bundesliga auf. Nach einem sechsten Platz in der Saison 2015/16 folgte ein Jahr später Platz fünf. Allerdings zog der Verein die Mannschaft am Saisonende aus der Bundesliga zurück, nachdem sich Teammanager Klaus-Dieter Borgmeier aus gesundheitlichen Gründen zurückzog und ein Nachfolger nicht in Sicht war. Der Verein machte in der Saison 2017/18 einen Neustart in der Verbandsliga.

## Persönlichkeiten
- Swetlana Grigorjewna Ganina
- Jing Tian-Zörner